# Трі-Вей (Теннессі)
Трі-Вей (англ. Three Way) — місто (англ. city) в США, в окрузі Медісон штату Теннессі. Населення — 1877 осіб (2020).

## Географія
Трі-Вей розташоване за координатами 35°46′20″ пн. ш. 88°51′26″ зх. д. / 35.77222° пн. ш. 88.85722° зх. д. (35.772194, -88.857338).  За даними Бюро перепису населення США в 2010 році місто мало площу 11,75 км², уся площа — суходіл.

## Демографія
Згідно з переписом 2010 року, у місті мешкало 1709 осіб у 679 домогосподарствах у складі 541 родини. Густота населення становила 145 осіб/км².  Було 715 помешкань (61/км²).
Расовий склад населення:
| - 86,7 % — білих - 11,7 % — чорних або афроамериканців - 0,4 % — азіатів - 0,1 % — корінних американців |

До двох чи більше рас належало 0,9 %. Частка іспаномовних становила 0,4 % від усіх жителів.
За віковим діапазоном населення розподілялося таким чином: 22,8 % — особи молодші 18 років, 66,1 % — особи у віці 18—64 років, 11,1 % — особи у віці 65 років та старші. Медіана віку мешканця становила 42,0 року. На 100 осіб жіночої статі у місті припадало 95,3 чоловіків;  на 100 жінок у віці від 18 років та старших — 93,4 чоловіків також старших 18 років.
Середній дохід на одне домашнє господарство  становив 78 223 долари США (медіана — 71 765), а середній дохід на одну сім'ю — 84 461 долар (медіана — 75 481). Медіана доходів становила 52 197 доларів для чоловіків та 42 222 долари для жінок. За межею бідності перебувало 5,6 % осіб, у тому числі 8,2 % дітей у віці до 18 років та 3,2 % осіб у віці 65 років та старших.
Цивільне працевлаштоване населення становило 855 осіб. Основні галузі зайнятості: освіта, охорона здоров'я та соціальна допомога — 32,9 %, виробництво — 16,8 %, роздрібна торгівля — 10,1 %, науковці, спеціалісти, менеджери — 7,7 %.